# باسيل هول تشامبرلين
باسيل هول تشامبرلين (بالإنجليزية: Basil Hall Chamberlain)‏ ‏(18 أكتوبر 1850 - 15 فبراير 1935) كان أستاذاً في اللغة اليابانية بجامعة طوكيو الإمبراطورية وهو أحد علماء علم اليابان البريطانيين النشطاء في اليابان أثناء أواخر القرن 19. كما كتب بعض من أقرب ترجمات الهايكو إلى اللغة الإنكليزية. وربما كان أفضل ما يُذكر به من أعماله الغير رسمية والشعبية، الموسوعة المكونة من مجلد واحد الأمور اليابانية، الذي نُشر للمرة الأولى في عام 1890 والذي نقّحه عدة مرات بعد ذلك. وكانت اهتماماته متنوعة، وشملت أعماله أيضاً مجلداً شعرياً باللغة الفرنسية.